# چشم‌گربه‌ای تامیل
چشم‌گربه‌ای تامیل (Zipaetis saitis) پروانه‌ای است که در تیره فرچه‌پایان قرار دارد. این گونه در جنوب هند زندگی می‌کند.